# Jiří II. Britský
Jiří II. (9. listopadu 1683, Hannover – 25. října 1760, Londýn) byl panovník Království Velké Británie a Irska, vévoda brunšvicko-lüneburský a kurfiřt Svaté říše římské od 11. června 1727 do své smrti.
Byl posledním britským králem, který se narodil mimo Velkou Británii a byl znám svými spory s otcem (je historicky několikrát doloženo, že svého otce nenáviděl) a následně i se svým synem. Jako král neměl zpočátku velký vliv na chod vlády, která byla ovládána jejím předsedou vlády sirem Robertem Walpolem.

## Biografie

### Mládí
Narodil se v Herrenhausenském paláci v Hannoveru jako syn Jiřího, prince brunšvicko-lüneburského a jeho manželky Žofie Dorotey. Když mu bylo jedenáct let, bylo manželství jeho rodičů rozvedeno z viny matky, kterou od té doby již nikdy neviděl.

### Manželství a potomci
22. srpna roku 1705 se na zámku Herrenhausen v Hannoveru oženil s Karolinou z Ansbachu, nejstarší ze tří dětí markraběte Brandenburgu-Ansbachu Jana Fridricha z dynastie Hohenzollernů a jeho druhé manželky, princezny Eleonory von Sachsen-Eisenach. Z manželství vzešlo 9 potomků, jeden chlapec se však narodil mrtvý a další zemřel ve dvou měsících věku.
- Frederik Ludvík (1. února 1707 – 31. března 1751), princ z Walesu, vévoda z Edinburghu, ⚭ 1736 Augusta Sasko-Gothajská (30. listopadu 1719 – 8. února 1772)
- Anna (2. listopadu 1709 – 12. ledna 1759), Princess Royal, ⚭ 1734 Vilém IV. Oranžský (1. září 1711 – 22. října 1751), místodržící Republiky Spojených provincií nizozemských
- Amélie Žofie (10. července 1711 – 31. října 1786), neprovdala se a neměla potomky
- Karolina Alžběta (21. června 1713 – 28. prosince 1757), neprovdala se a neměla potomky
- August Jiří (*/† 20. listopadu 1716)
- George William (13. listopadu 1717 – 17. února 1718)
- Vilém August (26. dubna 1721 – 31. října 1765), vévoda z Cumberlandu, neoženil se a neměl potomky
- Marie (5. března 1723 – 14. ledna 1772), ⚭ 1740 Fridrich II. Hesensko-Kasselský (14. srpna 1720 – 31. října 1785), lankrabě hesensko-kasselský
- Luisa (7. prosince 1724 – 19. prosince 1751), ⚭ 1743 Frederik V. (31. března 1723 – 13. ledna 1766), král dánský a norský od roku 1746 až do své smrti

### Následníkem trůnu
Anglická královna Anna jej prohlásila roku 1705 anglickým občanem, roku 1706 mu udělila podvazkový řád a jmenovala ho vévodou z Cambridge. Roku 1708 se účastnil v bitvě u Oudenarde, kde byl sražen z koně, ale vyvázl bez zranění. V roce 1714, po smrti královny Anny, se jeho otec stal britským králem a Jiří následníkem trůnu.
Se svým otcem měl Jiří August velmi špatné vztahy Když se jeho manželce roku 1717 narodil syn Jiří, spory v rodině vyvrcholily. Jiří chtěl, aby kmotrem při křtu byl Thomas Pelham-Holles, 1. vévoda z Newcastlu, zatímco jeho otec kmotrem určil Ernesta Augusta, vévodu z Yorku a Albany. Když svého otce veřejně pohaněl, byl dočasně uvězněn a později vykázán z královského sídla St James's Palace.
Dělal pak vše pro to, aby podnítil opozici proti otcově politice. V jeho londýnském sídle v Leicester House se scházeli odpůrci jeho otce, krále Jiřího I. včetně Roberta Walpolea a Charlese Townshenda. Roku 1720 Walpole podpořil urovnání vztahů mezi králem a jeho synem a vrátil se do vlády, odkud byl roku 1717 vyloučen. Ekonomická krize roku 1721 umožnila Walpolemu získat velmi silnou pozici ve vládě a Whigové, podporovaní Jiřím I., který se obával odporu Toryů vůči uplatnění zákona o nástupnictví, se stali dominantní politickou silou na dlouhé období. Walpole se přiklonil na stranu krále, čímž ale ztratil přízeň jeho syna.

### Vláda
Na trůn nastoupil po smrti svého otce 11. června 1727. Korunován byl 4. října ve Westminsterském opatství. Hannoverský skladatel Georg Friedrich Händel byl vyzván, aby pro jeho korunovaci složil čtyři nové chorály (Zadok the Priest, The King Shall Rejoice, My Heart is Inditing a Let thy Hand be Strengthened), z nichž Zadok the Priest (česky Kněz Sádok) zpíván od té doby na každé korunovaci.
Převládalo mínění, že odvolá Walpolea a nahradí ho Spencerem Comptonem, protože požádal Comptona, aby mu napsal první řeč. Compton ale požádal Walpolea o pomoc, což vedlo královnu Karolinu k tomu, aby Jiřího přesvědčila, že Compton není dostatečně schopný. Jiří souhlasil a potvrdil Walpolea ve funkci předsedy vlády. Tomu se postupně podařilo získat královu důvěru. Walpoleovi se také podařilo přesvědčit mnoho Toryů, aby akceptovali následnictví stanovené v zákoně o nástupnictví. Naopak král pomohl získat Walpoleovi silnou většinu ve Sněmovně lordů, když jmenoval nové peery, kteří byli Walpoleovi spojenci.
Walpole byl velmi schopný muž v domácí politice a částečně ovlivňoval i politiku zahraniční. Zatímco král se chtěl aktivně zapojit do války na kontinentu, Walpole byl obezřetnější. Doporučil králi podepsat roku 1729 mírovou dohodu se Španělskem. Roku 1732 král ustanovil provincii Georgia, která byla pojmenována po něm, a roku 1737 založil v německém Göttingenu univerzitu, která také dostala jeho jméno (Univerzita Georga Augusta v Göttingenu).
Vztah Jiřího s jeho nejstarším synem Frederikem byl velmi problematický. Po Frederikově sňatku v roce 1736 se vztahy ještě zhoršily a Jiří korunního prince dokonce vyhostil ode dvora. Jeho manželka Karolina, k jejímuž úmrtnímu loži Frederik odmítl přijít, zemřela krátce nato 20. listopadu 1737. Po její smrti se Jiří už znovu neoženil.

## Válka a vzpoura
Navzdory Walpoleho doporučení znovu zahájil roku 1739 válku se Španělskem. Záminkou se stal, po smrti Karla VI., nárok Marie Terezie na rakouský trůn. Jeho spor se Španělskem se krátce po jeho vypuknutí stal součástí Války o rakouské dědictví.
Frakce podporující válku, vedená Johnem Carteretem, se obávala, že pokud by Marie Terezie neuspěla v nároku na rakouský trůn, byl by vliv Francie v Evropě příliš velký. Jiří souhlasil s vysláním dalších vojenských sil do Evropy. Vyslání vojsk bylo vykládáno jako podpora Marie Terezie, ale ve skutečnosti mělo ochránit Hannover před útokem nepřátel. Jiří sám velel roku 1743 britskému vojsku v bitvě u Dettingenu, která byla poslední bitvou, v níž britský panovník velel vojsku osobně. Britská veřejnost tuto válku nepodporovala, protože bylo zřejmé, že důvodem britské angažovanosti je ochrana hannoverských zájmů.
Jiřího francouzští nepřátelé povzbuzovali v době války vzpouru jakobitů, kteří obhajovali nástupnictví Stuartovců na britském trůnu. Princ Karel Eduard Stuart se vylodil ve Skotsku v červenci 1745. Připojilo se k němu mnoho Skotů a společně v září porazili Brity. Poté se rozhodli vyrazit do Anglie, kde je ale i mnozí katolíci považovali za nepřátele. Ludvík XV. slíbil poslat posilu dvou tisíc vojáků, ale slib nedodržel. Mezitím britská armáda vedená vévodou z Cumberlandu zahnala jakobity zpět do Skotska a 14. dubna 1746 je v bitvě u Cullodenu porazila. Byla to poslední bitva vybojovaná na britském území. Princi Karlovi se podařilo uniknout do Francie, ale mnoho Skotů bylo zajato a popraveno a jakobité byli zcela poraženi.

## Pozdní období
V následujícím období se Jiří do politiky nebo do války nezapojoval. V posledním období jeho vlády byly položeny základy industrializace a britská dominance v Indii byla potvrzena v bitvách u Arcotu a Plassey. Když roku 1751 náhle zemřel jeho nejstarší syn, korunní princ Frederik, stal se následníkem Jiřího II. na britském trůnu jeho vnuk, Frederikův nejstarší syn Jiří.
Ráno 25. října 1760 zemřel Jiří II. v důsledku protržení výdutě aorty. Byl pohřben ve Westminsterském opatství a jeho nástupcem se stal jeho vnuk jako Jiří III.

## Původ
|          |                                     |  |                             |                                  |  |  |  |  |  |  |  | Vilém Brunšvicko-Lüneburský |
|          |                                     |  |                             |                                  |  |  |  |  |  |  |  |                             |
|          | Jiří Brunšvicko-Lüneburský          |  |                             |                                  |  |  |  |  |  |  |  |                             |
|          |                                     |  |                             |                                  |  |  |  |  |  |  |  |                             |
|          |                                     |  |                             | Dorothea Dánská                  |  |  |  |  |  |  |  |                             |
|          |                                     |  |                             |                                  |  |  |  |  |  |  |  |                             |
|          | Arnošt August Brunšvicko-Lüneburský |  |                             |                                  |  |  |  |  |  |  |  |                             |
|          |                                     |  |                             |                                  |  |  |  |  |  |  |  |                             |
|          |                                     |  |                             | Ludvík V. Hesensko-Darmstadtský  |  |  |  |  |  |  |  |                             |
|          |                                     |  |                             |                                  |  |  |  |  |  |  |  |                             |
|          | Anna Eleonora Hesensko-Darmstadtská |  |                             |                                  |  |  |  |  |  |  |  |                             |
|          |                                     |  |                             |                                  |  |  |  |  |  |  |  |                             |
|          |                                     |  |                             | Magdalena Braniborská            |  |  |  |  |  |  |  |                             |
|          |                                     |  |                             |                                  |  |  |  |  |  |  |  |                             |
|          | Jiří I.                             |  |                             |                                  |  |  |  |  |  |  |  |                             |
|          |                                     |  |                             |                                  |  |  |  |  |  |  |  |                             |
|          |                                     |  |                             | Fridrich IV. Falcký              |  |  |  |  |  |  |  |                             |
|          |                                     |  |                             |                                  |  |  |  |  |  |  |  |                             |
|          | Fridrich Falcký                     |  |                             |                                  |  |  |  |  |  |  |  |                             |
|          |                                     |  |                             |                                  |  |  |  |  |  |  |  |                             |
|          |                                     |  |                             | Luisa Juliana Oranžská           |  |  |  |  |  |  |  |                             |
|          |                                     |  |                             |                                  |  |  |  |  |  |  |  |                             |
|          | Žofie Hannoverská                   |  |                             |                                  |  |  |  |  |  |  |  |                             |
|          |                                     |  |                             |                                  |  |  |  |  |  |  |  |                             |
|          |                                     |  |                             | Jakub I. Stuart                  |  |  |  |  |  |  |  |                             |
|          |                                     |  |                             |                                  |  |  |  |  |  |  |  |                             |
|          | Alžběta Stuartovna                  |  |                             |                                  |  |  |  |  |  |  |  |                             |
|          |                                     |  |                             |                                  |  |  |  |  |  |  |  |                             |
|          |                                     |  |                             | Anna Dánská                      |  |  |  |  |  |  |  |                             |
|          |                                     |  |                             |                                  |  |  |  |  |  |  |  |                             |
| Jiří II. |                                     |  |                             |                                  |  |  |  |  |  |  |  |                             |
|          |                                     |  |                             |                                  |  |  |  |  |  |  |  |                             |
|          |                                     |  | Vilém Brunšvicko-Lüneburský |                                  |  |  |  |  |  |  |  |                             |
|          |                                     |  |                             |                                  |  |  |  |  |  |  |  |                             |
|          | Jiří Brunšvicko-Lüneburský          |  |                             |                                  |  |  |  |  |  |  |  |                             |
|          |                                     |  |                             |                                  |  |  |  |  |  |  |  |                             |
|          |                                     |  |                             | Dorotea Dánská                   |  |  |  |  |  |  |  |                             |
|          |                                     |  |                             |                                  |  |  |  |  |  |  |  |                             |
|          | Jiří Vilém Brunšvicko-Lüneburský    |  |                             |                                  |  |  |  |  |  |  |  |                             |
|          |                                     |  |                             |                                  |  |  |  |  |  |  |  |                             |
|          |                                     |  |                             | Ludvík V. Hesensko-Darmstadtský  |  |  |  |  |  |  |  |                             |
|          |                                     |  |                             |                                  |  |  |  |  |  |  |  |                             |
|          | Anna Eleonora Hesensko-Darmstadtská |  |                             |                                  |  |  |  |  |  |  |  |                             |
|          |                                     |  |                             |                                  |  |  |  |  |  |  |  |                             |
|          |                                     |  |                             | Magdaléna Braniborská            |  |  |  |  |  |  |  |                             |
|          |                                     |  |                             |                                  |  |  |  |  |  |  |  |                             |
|          | Žofie Dorotea z Celle               |  |                             |                                  |  |  |  |  |  |  |  |                             |
|          |                                     |  |                             |                                  |  |  |  |  |  |  |  |                             |
|          |                                     |  |                             | Alexandr Desmier                 |  |  |  |  |  |  |  |                             |
|          |                                     |  |                             |                                  |  |  |  |  |  |  |  |                             |
|          | Alexandr II. Desmier d'Olbreuse     |  |                             |                                  |  |  |  |  |  |  |  |                             |
|          |                                     |  |                             |                                  |  |  |  |  |  |  |  |                             |
|          |                                     |  |                             | Marie Baudoin du Peux            |  |  |  |  |  |  |  |                             |
|          |                                     |  |                             |                                  |  |  |  |  |  |  |  |                             |
|          | Éléonore Desmier d'Olbreuse         |  |                             |                                  |  |  |  |  |  |  |  |                             |
|          |                                     |  |                             |                                  |  |  |  |  |  |  |  |                             |
|          |                                     |  |                             | Joachim Poussard                 |  |  |  |  |  |  |  |                             |
|          |                                     |  |                             |                                  |  |  |  |  |  |  |  |                             |
|          | Jacquette Poussard de Vandré        |  |                             |                                  |  |  |  |  |  |  |  |                             |
|          |                                     |  |                             |                                  |  |  |  |  |  |  |  |                             |
|          |                                     |  |                             | Suzanne Gaillard de Saint-Dizant |  |  |  |  |  |  |  |                             |
|          |                                     |  |                             |                                  |  |  |  |  |  |  |  |                             |